# Stencil

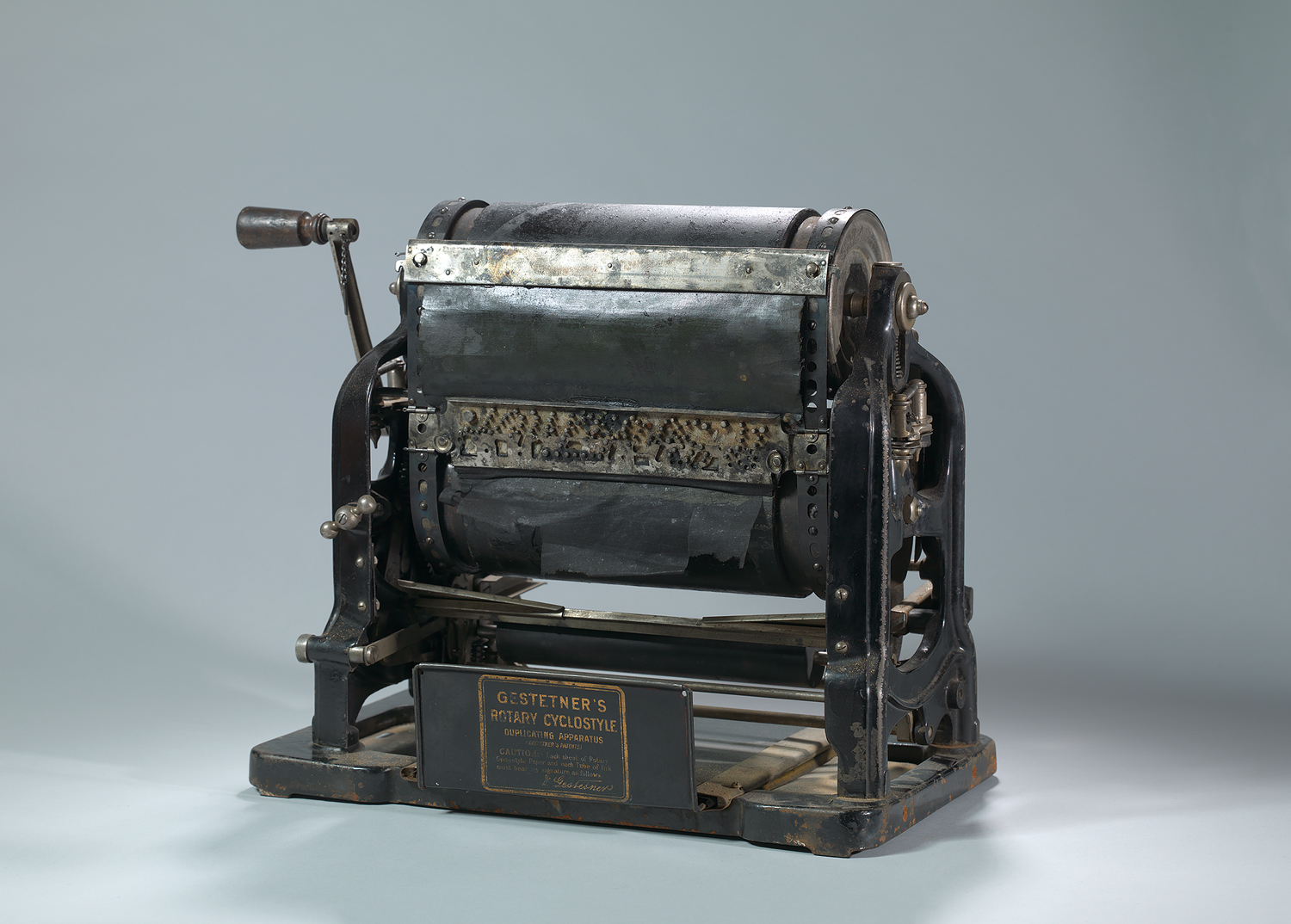
Klassieke Gestetner stencilmachine

Een stencil is een sjabloon gemaakt van een materiaal dat inkt doorlaat en waarmee afdrukken kunnen worden gemaakt (stencilen of soms stencileren). De stenciltechniek is een vorm van doordruk. Deze techniek is thans verdrongen door fotokopiëren en printen. Een afdruk van een stencil wordt ook vaak stencil genoemd. Zelfs als de afdruk met een modernere techniek is gemaakt (fotokopiëren of printen), wordt vaak nog stencil gezegd.

## Techniek

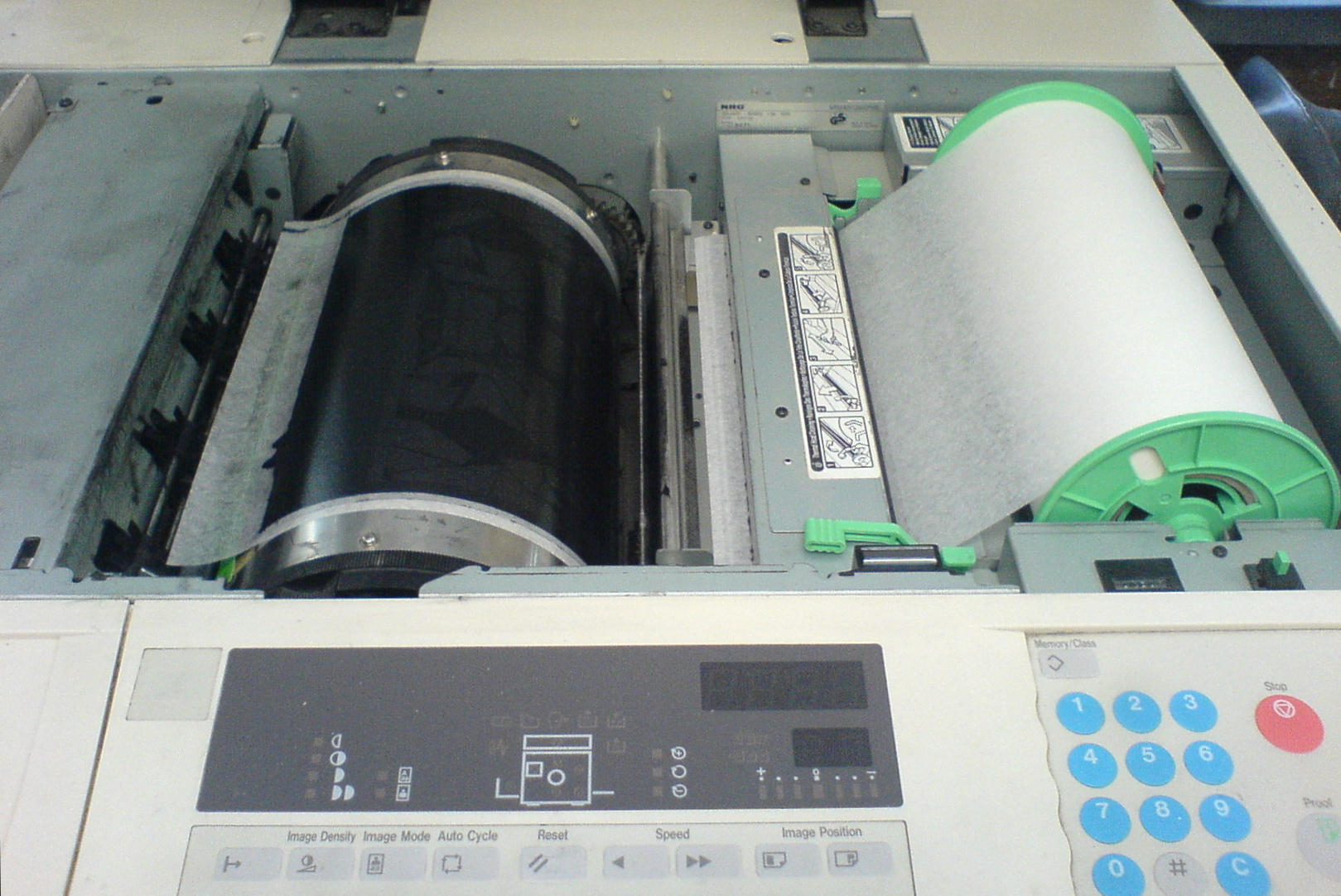
Bedieningspaneel en binnenwerk van een Rex Rotary copyprinter 1220 stencilmachine. Zichtbaar zijn de masterrol en master.

Een moedervel (master) bestaat uit een laag was op een dunne sterkere, doorlaatbare laag. Door het verwijderen van de was ontstaan plekken waar inkt kan worden doorgelaten. Het weghalen van de was kan gebeuren met een schrijfmachine (zonder inktlint) of met een harde stift. Fouten kunnen worden gecorrigeerd met een roze correctielak, correctine genaamd, die een beetje lijkt op nagellak. Ook kan was met een brandtechniek worden verwijderd. Het origineel wordt dan optisch gelezen en door middel van een vonk weggebrand op de master. Hierbij ontstaat ozon. Bij moderne digitale machines gebeurt het inbranden in de machine; ook is het bij deze machines mogelijk om direct vanuit een computer een master te maken. Dit werd (of wordt) toegepast omdat dit vanaf een bepaalde oplage goedkoper was/is dan zonder meer fotokopiëren.
Het moedervel wordt op een trommel gespannen waar inktrollen in zitten. Elke keer dat de trommel ronddraait wordt er een afdruk op papier gemaakt. Machinaal kunnen zo gemakkelijk duizenden afdrukken van een stencil worden gemaakt met een snelheid van 60 tot wel 240 per minuut.

## Geschiedenis
Deze techniek was in zwang totdat fotokopiëren een toegankelijkere, schonere manier van reproduceren werd. De overgang gebeurde eind jaren 70 van de 20e eeuw. Nog steeds wordt het woord vaak gebruikt voor het aanduiden van het product van het stencilproces: een pamflet of vlugschrift, ook als dit niet door de specifieke, hierboven beschreven techniek, tot stand was gekomen. Het gebruik ervan bij volksopstanden ligt voor de hand; veel mensen beweren dat het wijdverspreide gebruik van stencils tijdens de Parijse revolte van 1968 is begonnen. Deze techniek kreeg derhalve ook tegenstand bij de elite en werd spottend de stencilcultuur genoemd.
De stenciltechniek werd door de communisten vanaf eind 1940 gebruikt om hun bladen als De Waarheid, De Vonk of Het Noorderlicht te vermenigvuldigen. Dit had twee voordelen, namelijk een stencilmachine kon in een woonhuis geplaatst worden en de politie en Sicherheitsdienst konden de kleine afwijkingen in de afgedrukte letters niet herleiden tot een drukkerij, maar moesten die herleiden tot een specifieke typemachine, waarvan er veel meer in omloop waren. Ook andere verzetsgroepen maakten regelmatig gebruik van stencilmachines.
In de jaren 1910 en 1920 gebruikten Parijse modetijdschriften het stencil-procedé (de 'pochoir techniek') om machinaal-ingekleurde modeprenten te fabriceren. Het Rijksmuseum Amsterdam bezit series van deze prenten, onder andere uit de tijdschriften Très Parisien (ca. 1925) en Gazette du Bon Ton (1912-1925).
Sinds de opkomst van desktoppublishing worden stencilmachines minder en minder gebruikt. Sommige drukkerijen en instellingen gebruiken deze machines echter nog steeds, omdat bij kleine oplagen, en zeker bij kleurdruk, de techniek goedkoper is dan kopiëren of drukken. Ook kunnen artistieke overwegingen meespelen om deze techniek te blijven gebruiken, zoals bekend van KNUST uit Nijmegen.

## Sjabloondruk
De techniek van sjabloondruk is een stencilmethode die werd toegepast door onder anderen Reinier de Vries.

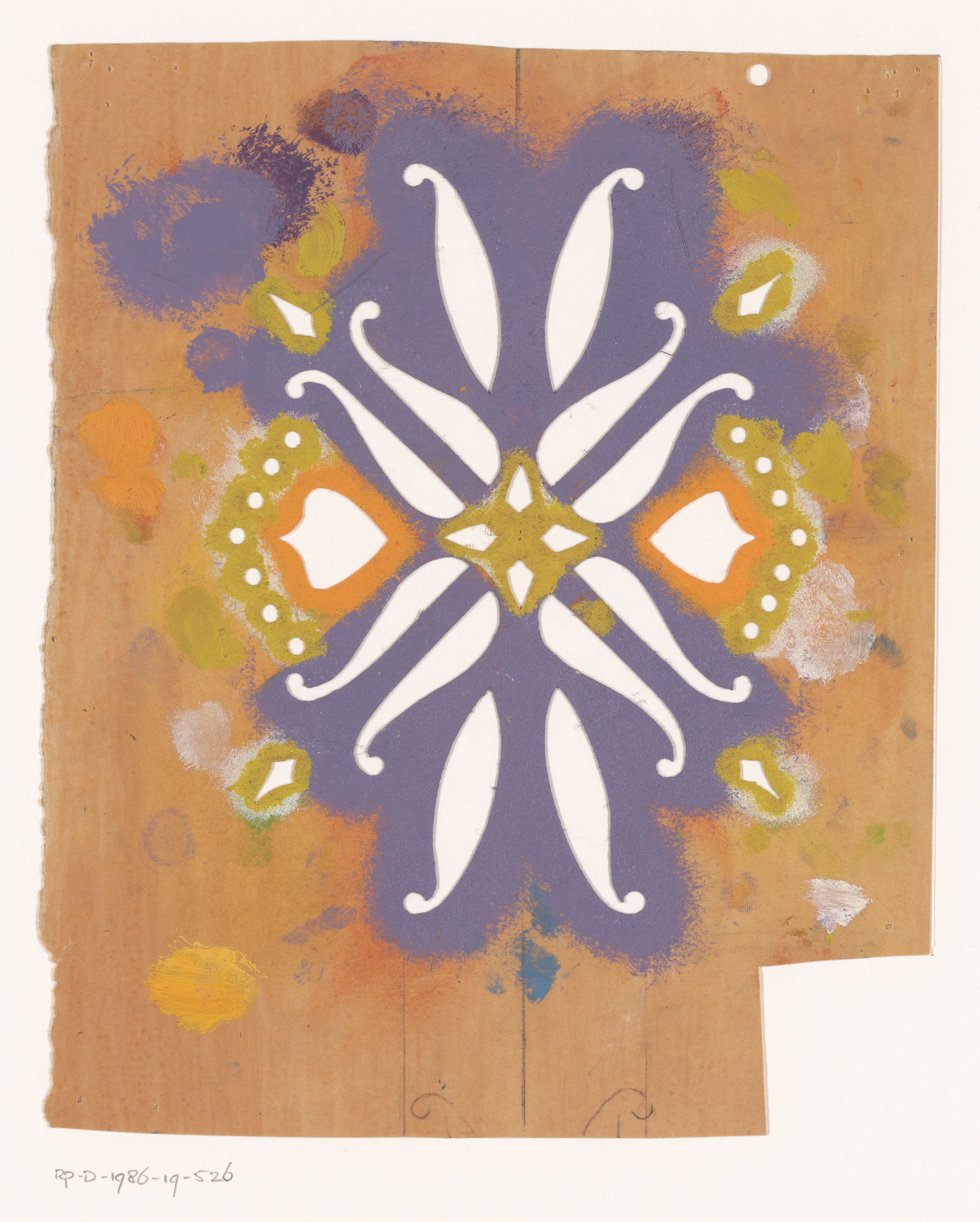
sjabloon
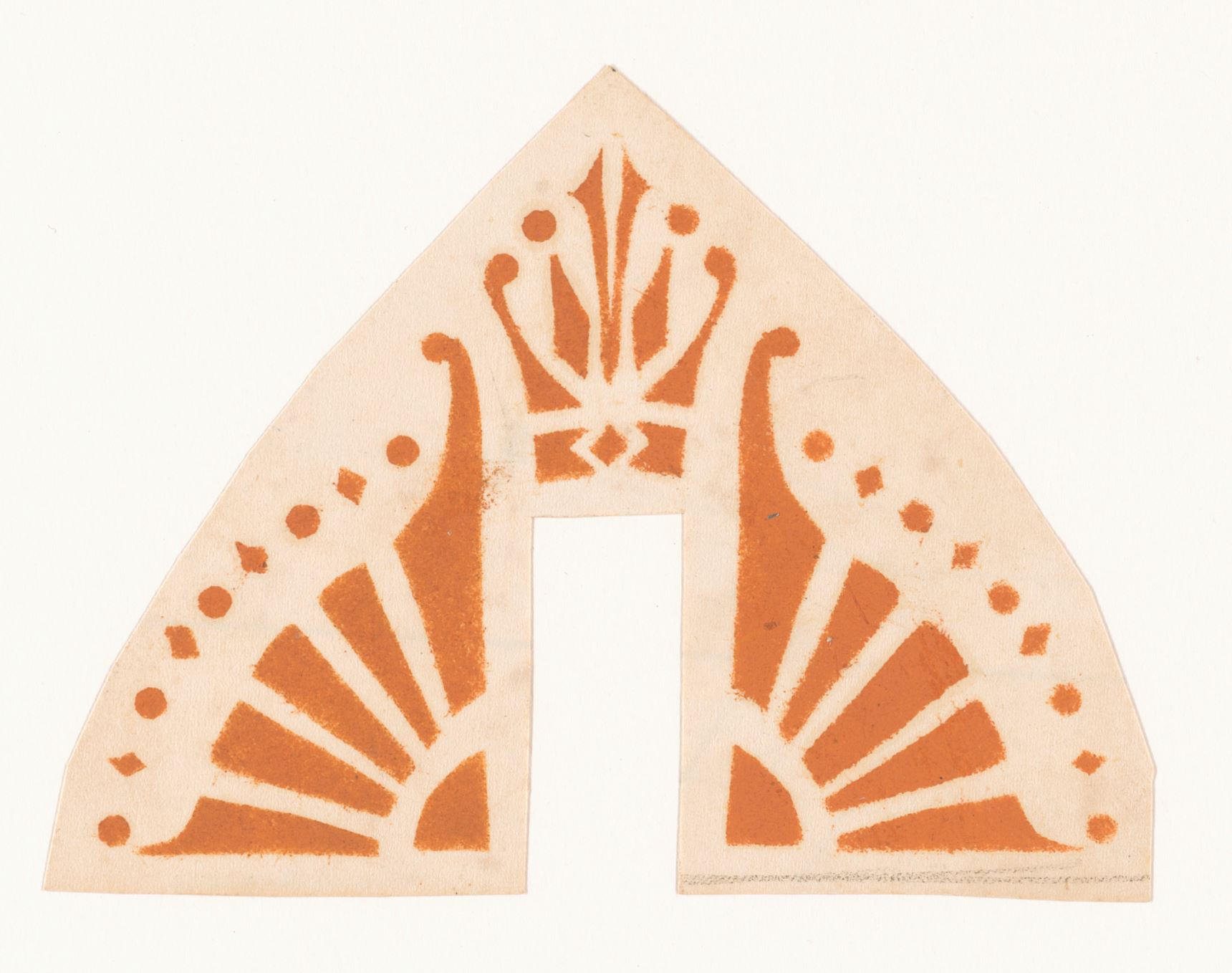
sjabloondruk,

## Stenciltechniek in graffiti

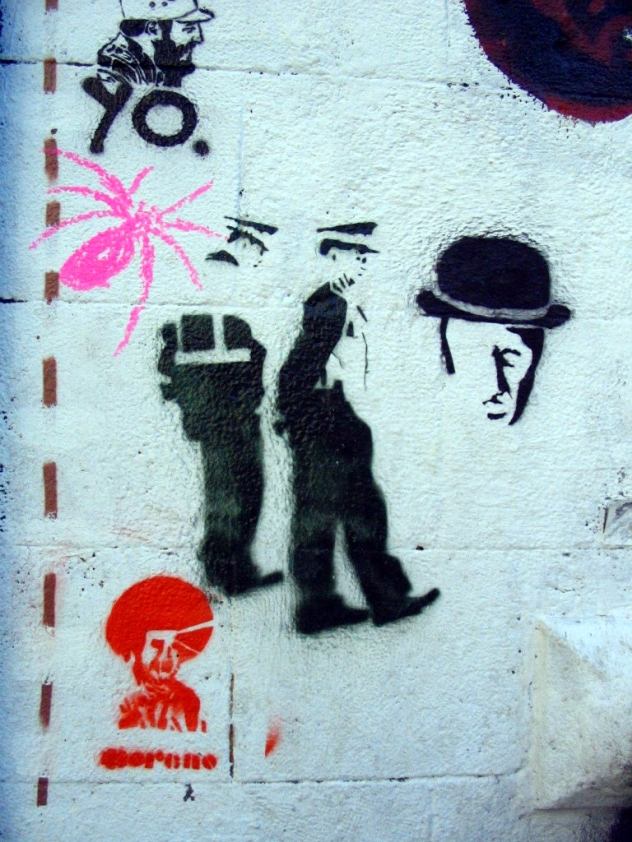
Stenciltechniek in graffiti: sjablonen op een muur in Barcelona

In tegenwoordig (internationaal) algemener gebruik wordt het woord stencil vooral gebruikt voor in de straatkunst gebruikte druktechnieken waarbij gebruik wordt gemaakt van vaak handgesneden sjablonen.
Ook onder graffitikunstenaars zijn stencils zeer populair. Omdat ze zeer snel aangebracht kunnen worden en vele malen kunnen worden herhaald, zijn ze een geliefkoosde manier om (onder andere) propagandistische boodschappen over te brengen. Tegenwoordig is Melbourne het "stencil-mekka", (met artiesten als Rone, HaHa, Meggs, Sync en anderen).
Bekende stencilartiesten zijn:
- Banksy (VK)
- Blek le Rat (Frankrijk)
- Fremantle (Frankrijk)
- Hugo Kaagman (Nederland)
- KNUST (Nijmegen)
- Logan Hicks (VS)
- Peat Wollegear (VS)
- Rone (Australië)
- Sixten (Zweden)
- Slobben / Strøk (Noorwegen)